# Aphanotrigonum brachypterum
Aphanotrigonum brachypterum är en tvåvingeart som beskrevs av Zetterstedt 1848. Aphanotrigonum brachypterum ingår i släktet Aphanotrigonum, och familjen fritflugor. Arten är reproducerande i Sverige.